# Hond (astrologie)
De hond is het elfde dier in de twaalfjaarlijkse cyclus van de Chinese dierenriem volgens de Chinese kalender.
In de Chinese astrologie worden de volgende karaktereigenschappen toegekend aan mensen die in het jaar van de hond geboren zijn: trouw, loyaal, open, eerlijk, ijverig, direct, opmerkzaam, zorgzaam, verdraagzaam en de kampioen van het goede doel, maar ook cynisch en pessimistisch.
Goede partners voor de hond zijn het Varken, het Paard, de Tijger en het Konijn.

## Jaar van de hond
Onderstaande jaren zijn jaren die in het teken van de hond staan. Let op: de Chinese maankalender loopt niet gelijk met de gregoriaanse kalender – het Chinees Nieuwjaar valt in januari of februari. Voor de jaren volgens de gregoriaanse kalender moet daarom bij onderstaande jaartallen 1 worden opgeteld.
1910 - 1922 - 1934 - 1946 - 1958 - 1970 - 1982 - 1994 - 2006 - 2018 - 2030 - 2042 - 2054